# Mulanay
Mulanay est une municipalité de la province de Quezon, aux Philippines. 

## Étymologie
Certaines légendes rapportent que Mulanay tirerait son nom du mot tagalog Malunay, qui signifie "Beaucoup de Lunay". Lunay est le terme vernaculaire pour la cire de Pili, qui était abondante dans la région.

## Barangays
Mulanay est subdivisée en 28 barangays.
- Ajos
- Amuguis
- Anonang
- Bagong Silang
- Bagupaye
- Barangay Poblacion 1
- Barangay Poblacion 2
- Barangay Poblacion 3
- Barangay Poblacion 4
- Bolo
- Buenavista
- Burgos
- Butanyog
- Canuyep
- F. Nanadiego
- Ibabang Cambuga
- Ibabang Yuni
- Ilayang Cambuga (Mabini)
- Ilayang Yuni
- Latangan
- Magsaysay
- Matataja
- Pakiing
- Patabog
- Sagongon
- San Isidro
- San Pedro
- Santa Rosa

## Démographie
Selon le recensement de 2020, Mulanay a une population de 55 576 habitants.